# Edición especial

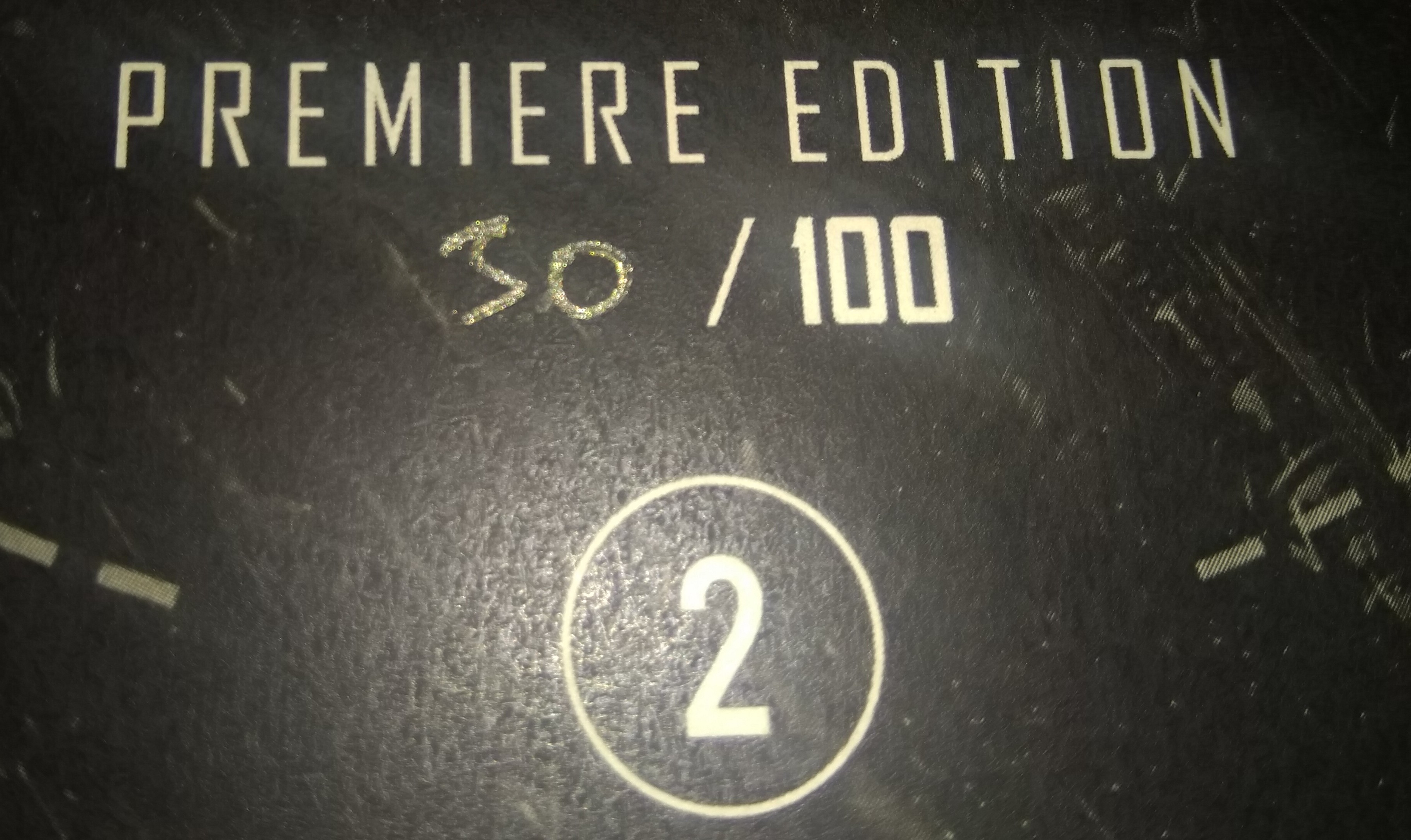
Ejemplo de un libro con calificación de edición limitada

Los términos edición especial, edición limitada y variantes tales como edición de lujo o edición de coleccionista, se utilizan como un incentivo de mercadotecnia para varios tipo productos, originalmente publicados y relacionados con las artes, tales como libros, obra gráfica, videojuegos o música y películas, pero ahora incluye también automóviles, vino y whisky, entre otros productos. Una edición limitada, como su nombre lo dice, está limitada en el número de ejemplares producidos, aunque de hecho, el número puede ser muy bajo o muy alto. Una edición especial implica que hay material extra de algún tipo incluido. El término se usa con frecuencia en los estrenos de películas de DVD, a menudo cuando la llamada edición especial es en realidad la única versión de lanzamiento.

## Edición limitada

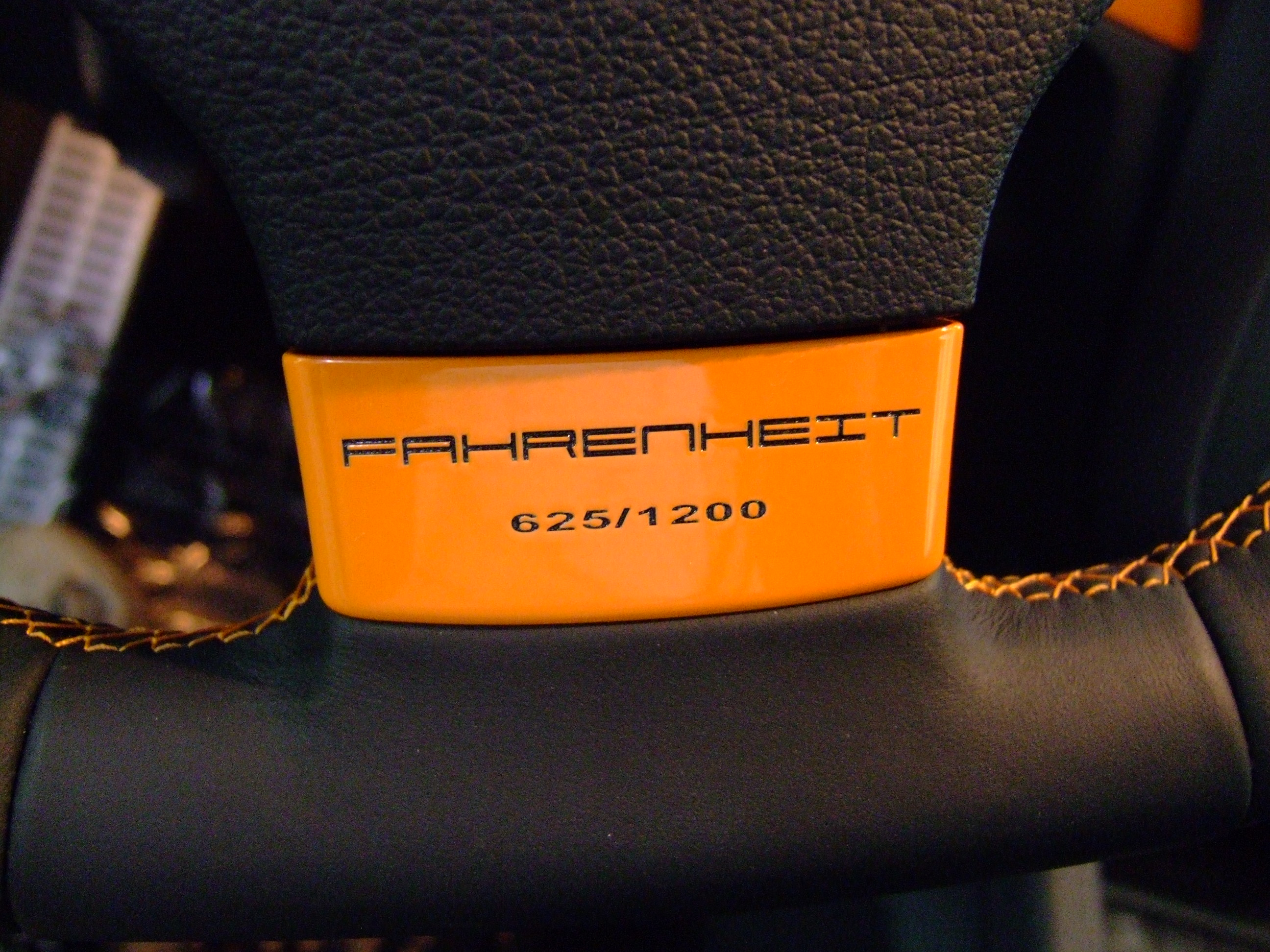
Edición numerada del 1.200 en el volante de un Volkswagen GTI Fahrenheit

Una edición limitada normalmente está firmada y numerada a mano por el artista, normalmente a lápiz, en la forma (por ejemplo): 14/100. El primer número es el número de la impresión misma. El segundo número es el número total de copias que el artista imprimirá de esa imagen. Cuanto más bajo sea el segundo número, más valiosas y coleccionables serán las ediciones limitadas, sea cual sea su rango de precios. También se pueden producir un pequeño número de "pruebas de artista", firmadas y con "AP", "prueba", etc. Las impresiones que se entregan a alguien o que por algún motivo no son aptas para la venta están marcadas con "HC" o " H/C", que significa no para la venta. 

### Protección al consumidor
En los Estados Unidos, las ediciones limitadas están reguladas por las leyes estatales de protección al consumidor . California se convirtió en el primer estado en regular la venta de impresiones artísticas de edición limitada con la "Ley de Impresión de California" de 1971.   Posteriormente, el estado de Illinois amplió el estatuto de California.  Sin embargo, no fue hasta 1986 que se promulgaron disposiciones más completas, todavía vigentes en la actualidad, con la aprobación de la "Ley de Impresión de Georgia". Esa ley se convirtió en el modelo para los estatutos promulgados posteriormente por otros estados.   La Ley de Impresión de Georgia escrita por el (ex) Representante Estatal Chesley V. Morton entró en vigor el 1 de julio de 1986. 
La ley exige que los marchantes de arte, artistas o subastadores proporcionen información a los posibles compradores sobre la naturaleza de la impresión, el número de impresiones y ediciones (incluidas las ediciones HC) producidas y la participación (si la hubiera) del artista en la creación de la impresión. La pena por infracción de la ley varía desde el simple reembolso hasta el triple de daños y perjuicios, en caso de infracción dolosa. Aquellos que infringen la ley también son responsables de las costas judiciales, gastos y honorarios de abogados. La ley se aplica a obras de arte valoradas en más de $100,00 (sin incluir el marco). Las organizaciones benéficas están específicamente exentas de las disposiciones de la ley. El plazo de prescripción es de un año después del descubrimiento y, si el descubrimiento de la infracción no se realiza en tres años siguientes a la venta, los recursos del comprador se extinguen.

## Milking
En inglés, milking (ordeño), o double-dipping, se refiere a la práctica de la liberación de varias ediciones de un mismo producto, por lo general CD, DVD o discos Blu-ray, al mismo tiempo o en momentos diferentes, con el fin de atraer a los consumidores que compren más de una edición. Esto puede hacerse, por ejemplo, en ediciones especiales, versiones del director, ediciones finales y en ediciones para coleccionistas, a veces con diferentes características o material complementario.